# Psychotria silvae
Psychotria silvae är en måreväxtart som beskrevs av Julian Alfred Steyermark. Psychotria silvae ingår i släktet Psychotria och familjen måreväxter. Inga underarter finns listade i Catalogue of Life.